# Малиша Станојевић
Малиша Станојевић (Рача, 2. октобар 1949) књижевни је историчар и књижевник.

## Биографија
Рођен је 1949. године у Рачи, у Шумадији, Република Србија, где је завршио основну школу и гимназију друштвено-језичког смера. На Филолошком факултету у Београду дипломирао је 1974. године на групи за српскохрватски језик и југословенске књижевности. Године 1980. магистрирао је на смеру за савремену српску књижевност одбраном магистарског рада „Теме и структуре наративне прозе Милице Јанковић“. На Филолошком факултету у Београду одбранио је докторску дисертацију „Краљ Петар Први као књижевни лик у писаној и усменој традицији“.
Од 1972. до 1974. године радио је на програмима радија као новинар у редакцијама „Радио Београда”. Од 1985. до 1989. године обављао је лекторске послове у издањима Универзитета у Београду, а од 1989. до 1994. године лекторске и коректорске послове у часопису „Књижевност и језик“.
Од 1975. запослен је на Филолошком факултету у Београду и управник је Одсека за студентска питања (од 1982).
Од 1996. до 2002. године координатор је рада и развоја Наставног одељења у Крагујевцу и један је до оснивача студија филологије (студијски програми: српски језик и књижевност, енглески језик и књижевност, француски језик и књижевност, немачки језик и књижевност, шпански језик и књижевност). Од 2002. до 2005. године је академски управник Одсека за филологију Филолошко-уметничког факултета Универзитета у Крагујевцу. У својству управника унапредио је наставу филологије, оформио институционални рад Факултета.
Од 1997. у Наставном одељењу у Крагујевцу (сада: Филолошко-уметнички факултет), на Групи за српски језик и књижевност радио је у звању асистента за предмет Културна историја Срба, на коме је 2003. изабран у звање доцента.
Оснивач је и уредник „Библиотеке Лицеј” у којој је до сада објављено десетак наслова дела еминентних професора који проучавају српску књижевност (поменимо само неколико наслова - Јован Деретић: Културна историја Срба, Злата Бојовић: Књижевност Дубровника, Томислав Јовановић: Стара српска књижевност, Бошко Сувајџић: Народна књижевност, Мило Ломпар, Зорица Несторовић: Српска књижевност 18. и 19. века... ).
Као један од оснивача Филолошко-уметничког факултета у Крагујевцу оснивач је и признатог часописа Наслеђе у коме се објављују радови из књижевности, језика, уметности и културе.
Уредник је у издавачкој кући Кораци, Крагујевац, у којој је уредио фотомонографију „Крагујевац” (2007). Проучавајући живот и књижевно дело Радоја Домановића приредио је и уредио Зборника радова у спомен Радоју Домановићу (1908—2008) „Лако перо Радоја Домановића”. Уредник је Сабраних дела овог писца.
Више година је био председник жирија Домановићевих дана сатире (ДОДАС) и учесник САТИРА-ФЕСТ-а (2003, 2005, 2008).
Од 1997. до 2007. године као оснивач и идејни творац водио је манифестацију „Под орахом” у свом родном месту, истражујући домете народне културе у савременим условима.
Један је од оснивача „Фонда Вожд Карађорђе” и члан Одбора за подизање споменика Вожду Карађорђу у родном месту (споменик откривен у Вишевцу код Раче крагујевачке 2004. године поводом Два века од Првог српског устанка).
Учесник је већег броја научних скупова, књижевних вечери (у којима је представљао своју прозу и поезију, или је говорио о стваралаштву савремених српских писаца, публициста, сликара и вајара). Одржао је већи број предавања из области српске књижевности и културне историје Срба.
Израдио је са Слободаном Лазаревићем књижевну мапу српске књижевности и своје гледиште изнео у студији О епохама и стиловима у српској књижевности 19. и 20. века, Зборник са научног скупа у Врњачкој Бањи „Нова тумачења у књижевности”.
До сада је објавио већи број научних радова, студија, есеја, приказа, критика, рецензија, кратких прича, песама, текстова у области уметности и културног стваралаштва у листовима и часописима: „Венац”, „Књижевност”, „Књижевне новине”, „Књижевна реч”, „Омладинске новине”, „Летопис Матице српске”, „Анали Филолошког факултета”, „Књижевност и језик”, „Песничке новине”, „Наслеђе”, „Некудим”, „Кораци”, „Задужбина”, „Прича”...
У антологији часописа „Видици” Млада југословенска лирика објављене су му песме, као и у антологији Тоде Чолака „Лелечу звона дечанска“. У познатом часопису La Vallisa из Барија (бр. 47-48, 1997) објавио је већи број песама преведених на италијански језик.
На Интернету је објавио поетско-алегорични роман „Осено дрво живота”, књигу песама „Месец у сламеном шеширу” и изабране студије и чланке.
Заступљен је у „Библиографском речнику" Међународног славистичког центра, Београд (2005); „Библиографском речнику" Центра за митолошке студије Србије, Рача (2006); „Библиографији наставника и сарадника" Анала Филолошког факултета, Београд (2012).
Бави се проучавањем савремене српске књижевности и културне историје Срба.
За допринос развоју универзитетске наставе и учешће у многобројним манифестацијама у области културе уручена су му многа признања и захвалнице. Добитник је награде „Радоје Домановић” за научно— теоријски допринос сатири” Удружења књижевника Србије, 2020. године
Члан је Удружења књижевника Србије

## Објављене књиге
- Осено дрво живота (алегоријско-поетски роман), Монд, Београд, 1996, 1998. године - друго допуњено издање.
- Месец у сламеном шеширу (књига песама), Темат, Београд, 1999.
- Епохе и стилови у српској књижевности 19. и 20. века, Београд-Крагујевац, 2002, приредили: Малиша Станојевић, Слободан Лазаревић;
- Слика и слово, Београд - Рача, 2002, приредили Радмило Петровић, Малиша Станојевић;
- Портрет народнога краља (монографија), Филолошки факултет Београд, Филолошко-уметнички факултет Крагујевац, Чигоја штампа, Београд, 2005;
- Трагом српскога Вожда, Чигоја штампа, Београд, 2007.
- Ходање по ветру, Чигоја штампа, Београд, 2015.
- Читање поезије (монографија), Филолошко-уметнички факултет Крагујевац, едиција „Црвена линија”, Крагујевац, 2020.
- Документи огледала прошлости (монографија), Народна библиотека „Радоје Домановић” Рача, Рача, 2021.
- Зупчаник и птице (књига песама), Чигоја штампа, Београд, 2025.

## Одабрани радови
- Живот и списатељска судбина Милице Јанковић, Анали Филолошког факултета, Београд, 1985, pp. 181–19;
- Нека запажања о прози Милице Јанковић, Венац, Горњи Милановац, 1985, бр. 128, pp. 34–35;
- Потпис на похађање живота (живот и дело Т. Чолака), Књижевност и језик, Београд, 1990, бр. 3, pp. 281–284;
- Чланци, записи и преводилачки рад Милице Јанковић, Књижевност и језик, Београд, 1992, бр. 1, pp. 70–74;
- Карађорђе у Горском вијенцу: историја, литература, традиција, Зборник радова „Настајање нове српске државе”, Велика Плана, 1998, pp. 163–170;
- Дрво космоса у митологији Срба- записно дрво у Шумадији, Митолошки зборник 2, Београд-Рача, 1999;
- Где је моја слика, поговор у монографији „Слика и слово”, Београд-Рача, 2001;
- Књижевни процеси у српској књижевности на почетку 2о. века и европски утицаји, Зборник радова МСЦ-а, број 30/2, Београд, 2002, pp. 387–395;
- Крунисање као симбол и као драма, Некудим, бр. 3, Смедеревска Паланка, 2002, pp. 5–12;
- О изазовима неонадреализма, поговор у књизи „Острово“, Р. М. Риђанина, Београд, 2002, pp. 65–69;
- Деветсто трећа (књижевни погледи: Лаза Костић, Драгиша Васић, Слободан Јовановић, Црњански...), Књижевност и језик, бр. 3-4, 2002, pp. 289–297;
- Културно-историјска подлога српске књижевности, Кораци, Крагујевац, 2002, pp. 188–211;
- Анегдота као основ за причу, поговор у књизи „Време старог сома”, Драган Бискуповић, Београд, 2003, pp. 207–211;
- Свети Сава – Од историје до мита, Наслеђе, бр. 1, Крагујевац, 2004, pp. 17–22.
- Људска фигура у боји ватре и мрака или о сликарству Владимира Величковића, Наслеђе, бр. 1, Крагујевац, 2004, pp. 153–155;
- Карађорђе - Историјски Вожд и литерарни јунак, Српски језик 9/1-2, Београд 2004, pp. 615–622;
- Српски владари 19. и 20. века у књижевности, у: Драгољуб Јанојлић, „Плуг и престо”, Топола, 2004, pp. 303–310;
- Трагање за портретом у времену, у: М. Богосављевић, „Заборављене приче”, Београд, 2005, 4-12;
- Историк Панта Срећковић приповедач и драмски писац, Митолошки зборник 14, Београд-Рача, 2005;
- Филолошко-уметнички факултет, „СПОМЕНИЦА Универзитета у Крагујевцу”, Крагујевац, 2006, pp. 153–162;
- Од скулптуре у теракоти и цртежа у акварелу до поетике недогледа, у: М. Богосављевић, „Крозид”, Београд, 2006, 10-12;
- И после свега љубав, у: А. Милојковић, „Несанице”, Београд, 2006;
- Говор поезије Војислава Ђурића, Књижевност и језик, Београд, бр. 3-4, 2006, pp. 315–319;
- Текст уредника, „Крагујевац” (фотомонографија), Крагујевац, 2007, pp. 15–16.
- Ренесанса у српској култури и књижевности, Митолошки зборник 16, Београд- Рача, 2007, pp. 185–192;
- Употреба напоредног цитата у тумачењима књижевних текстова, Наслеђе, бр. 7, Крагујевац, 2007, pp. 23–30.
- Домановић у своме времену и данас, Књижевност и језик, Београд, бр. 3-4, 2007, pp. 291–296;
- Страдија Радоја Домановића, Зборник радова „Лако перо Радоја Домановића”, Крагујевац, 2008, pp. 117–124.
- Историчар опште и националне историје Драгољуб Р. Живојиновић, Митолошки зборник 19, Београд- Рача, 2008, pp. 47–54;
- Проучавање епоха и стилова у српској књижевности 19. и 20. века, Наслеђе, бр. 13, Крагујевац, 2009, pp. 45–60;
- Поетика превода са становишта историје и теорије стиха, Митолошки зборник 22, Београд- Рача, 2009, pp. 159–164;
- Зелене Симонидине очи, Књижевност и језик, Београд, бр. 3-4, 2009, pp. 355–362;
- Улазак у песму Инге Барч, Наслеђе, бр. 16, Крагујевац, 2010, pp. 221–226;
- Рукопис "Личност и историја" Ратка Нешковића, Анали Филолошког факултета, бр. 23, Београд, 2011, pp. 77–84;
- Античка књижевност у студијама Војислава Ђурића, Лицеум, бр. 15, Крагујевац, 2011, pp. 179–188;
- Израстање из живота у два рата и у једној револуцији: слава Брехтових ћилимара, Наслеђе, бр. 24, Крагујевац, 2013, pp. 119–126.
- Културолошка слика Цариградског друма у XIX веку у путописима странаца, Митолошки зборник 33, Рача, 2014, pp. 513–528;
- Две књиге Милице Јанковић: Исповести и Међу зидовима, „Нова реалност из сопствене собе — Књижевно стваралаштво Милице Јанковић”, Београд, Велико Градиште, 2015, pp. 51–66;
- Посвећеност сликарству Милице Јанковић, „Нова реалност из сопствене собе — Књижевно стваралаштво Милице Јанковић”, Београд, Велико Градиште, 2015, pp. 221–227;
- Поетско сећање и стваралачка фантазија Булата Окуџаве у посвети Франсоа Вијону, Митолошки зборник 35/2, Рача, 2015, pp. 687–712;
- Разговори у позно доба са Јевгенијем Јевтушенком, у: Горна Лазовић, „Планета Јевтушенко”, СрбоАрт, Београд, 2021, 5-15;
- Прамисао и љубав као исходиште, у: Валентина Новковић, „Немири,помрице”, Београд, 2023, 61-65.
- Развитак и завршна форма трајног записа на извору посвећености читању, у; Слађана Миленковић, „Читање и промишљање”, Београд, 2024, 319-325;
- Исповедни лиризам и Јесењин као инспирција, у: Горан Лазовић, „Јесењин у време забрањених летова”, СрбоАрт, Београд, 2025, 5-12;